# 4490
4490（四千四百九十、よんせんよんひゃくきゅうじゅう）は自然数、また整数において、4489の次で4491の前の数である。 

## 性質
- 4490 は合成数であり、約数は 1, 2, 5, 10, 449, 898, 2245, 4490 である。
  - 約数の和は8100。
- 753番目の楔数である。1つ前は4465、次は4495。
- 各位の和が17になる320番目の数である。1つ前は4481、次は4508。

## その他 4490 に関連すること
- 日本プロ野球における投手の通算最多奪三振記録は、金田正一の4490個。